# Вікторштадська волость
Вікторштадська волость — історична адміністративно-територіальна одиниця Єлизаветградського повіту Херсонської губернії із центром у містечку Віктор-Штад.
Станом на 1886 рік складалася з 14 поселень, 23 сільських громад. Населення — 3664 особи (1939 чоловічої статі та 1725 — жіночої), 386 дворових господарства.
|                     | Площа, десятин | У тому числі орної, дес. |
| ------------------- | -------------- | ------------------------ |
| Сільських громад    | 1703           | 1252                     |
| Приватної власності | 15129          | 4636                     |
| Казенної власності  | —              | —                        |
| Іншої власності     | 77             | 40                       |
| Загалом             | 16909          | 5928                     |

Найбільше поселення волості:
- Віктор-Штад (Маркове) — колишнє власницьке містечко при річці Кочарлик за 95 верст від повітового міста, 132 особи, 32 дворових господарства, православна церква. За 5 верст — православна церква, постоялий двір.
- Іванівка — колишнє власницьке село при річці Кочарлик, 122 особи, 22 дворових господарства, земська поштова станція, лавка.
- Карбівка — колишнє власницьке село при балці Гнилій, 180 осіб, 33 дворових господарства, постоялий двір.

За даними 1894 року у волості налічувалось 30 поселень, 853 дворових господарства, населення становило 4284 особи.